# Идеализам
Идеализам представља филозофско становиште о приоритету идеје у односу на материјални свет. Идеализам је разноврсна група метафизичких погледа који сви тврде да је „стварност“ на неки начин неразлучив или неодвојива од људске перцепције и/или разумевања, да је у извесном смислу ментално конструисана или да је на други начин блиско повезана са идејама. Два основна типа идеализма су: метафизички идеализам, који спекулише о идеалној реалности и епистемолошки, односно сазнајни идеализам, по којем, у процесу сазнања ум једино може докучити психичке ствари, односно да је предмет спознаје увек условљен могућношћу његове перцепције. Метафизички идеализам је директно у супротности са материјализмом, погледом по којем основну супстанцу свега постојећег чини материја.
У раном модерном периоду, Џорџ Беркли се често сматрао парадигматским идеалистом, јер је тврдио да се суштина објеката мора сагледати. Насупрот томе, Имануел Кант, пионир модерне идеалистичке мисли, сматрао је да се његова верзија идеализма „не тиче постојања ствари”, већ само тврди да наши „начини њиховог представљања”, пре свега простора и времена, нису „одређења која сама по себи припадају стварима“, али битне карактеристике нашег сопственог ума. Кант је ову позицију назвао „трансценденталним идеализмом” (или понекад „критичким идеализмом”), држећи да се објекти искуства ослањају на своје постојање у уму, те да се начин на који су ствари саме по себи изван нашег искуства не може замислити без примене категорије које структурирају сва наша искуства. Међутим, будући да Кантово гледиште потврђује постојање неких ствари независно од искуства (наиме, „ствари у себи”), оно се веома разликује од традиционалнијег идеализма Берклија.
Епистемолошки, идеализам је праћен скептицизмом о могућности познавања било које ствари независне од ума. У својим онтолошким опредељењима, идеализам иде даље, тврдећи да се сви ентитети ослањају на ум за своје постојање. Онтолошки идеализам стога одбацује физикалистичка и дуалистичка гледишта, јер не приписују уму онтолошки приоритет. За разлику од материјализма, идеализам истиче примат свести као порекло и предуслов појава. Идеализам држи свест или ум као „место порекла” материјалног света - у смислу да је то неопходан услов за наше постављање материјалног света - и има за циљ да објасни постојећи свет према овим принципима.
Најранији постојећи аргументи да је свет искуства утемељен на менталном потичу из Индије и Грчке. Хиндуистички идеалисти у Индији и грчки неоплатонисти дали су панентеистичке аргументе за свеобухватну свест као основу или праву природу стварности. Насупрот томе, школа Јогакарска школа, која је настала у оквиру махајанског будизма у Индији у 4. веку нове ере, базира свој „само за ум“ идеализам у већој мери на феноменолошким анализама личног искуства. Овај заокрет према субјективно очекиваним емпиристима, попут Џорџа Берклија, који је оживео идеализам у Европи 18. века користећи скептичне аргументе против материјализма. Почев од Имануела Канта, немачки идеалисти попут Георга Вилхелма Фридриха Хегела, Јохана Готлиба Фихтеа, Фридриха Вилхелма Јосефа Шелинга и Артура Шопенхауера доминирали су филозофијом 19. века. Ова традиција, која је наглашавала ментални или „идеални” карактер свих појава, изнедрила је идеалистичке и субјективистичке школе у распону од британског идеализма до феноменализма до егзистенцијализма.
Идеализам као филозофија доживео је тежак напад на Западу на прелазу у 20. век. Најутицајнији критичари епистемолошког и онтолошког идеализма били су Џорџ Едвард Мур и Бертранд Расел, али су његови критичари укључивали и нове реалисте. Према Станфордској енциклопедији филозофије, напади Мура и Расела били су толико утицајни да се чак и више од 100 година касније „на било које признавање идеалистичких тенденција на енглеском говорном подручју гледа са резервом“. Међутим, многи аспекти и парадигме идеализма ипак су имали велики утицај на каснију филозофију. Феноменологија, утицајна врста филозофије с почетка 20. века, такође се ослања на поуке идеализма. У свом делу Биће и време Мартин Хајдегер је славно изјавио: „Ако израз идеализам представља признање да се биће никада не може објаснити кроз бића, већ је, напротив, увек трансцендентално у свом односу према било којим бићима, онда је једина права могућност филозофске проблематике лежи у идеализму. У том случају Аристотел није био ништа мање идеалиста него Кант. Ако идеализам значи редукцију свих бића на субјект или свест, одликује се тиме што остаје неодређен у свом бићу, а на крају се негативно карактерише као 'нестваран', онда овај идеализам није ништа мање методично наиван од најгрубљег реализма.”

## Дефиниције
Идеализам је израз са неколико сродних значења. Долази преко латинске idea из старогрчке idea (ἰδέα) из idein (ἰδεῖν), што значи „видети”. Термин је ушао у енглески језик до 1743. Кристијан Вулф га је 1747. први пут употребио у апстрактном метафизичком смислу „веровање да стварност чине само идеје“. Термин је поново ушао у енглески језик у овом апстрактном смислу до 1796.
У обичном језику, као и када се говори о политичком идеализму Вудроа Вилсона, он генерално сугерише приоритет идеала, принципа, вредности и циљева над конкретним реалностима. За идеалисте се схвата да представљају свет онаквим какав би могао или требао бити, за разлику од прагматичара, који се фокусирају на свет какав он тренутно јесте. У уметности, на сличан начин, идеализам афирмише машту и покушава да оствари ментално поимање лепоте, стандард савршенства, супротно естетском натурализму и реализму. Израз идеализам понекад се такође користи у социолошком смислу, који наглашава како људске идеје - нарочито веровања и вредности - обликују друштво.
Свака филозофија која придаје пресудну важност идеалном или духовном подручју у свом опису људског постојања може се назвати „идеалистичком”. Метафизички идеализам је онтолошка доктрина која држи да је сама стварност бестелесна или искуствена у својој сржи. Осим тога, идеалисти се не слажу око тога који су аспекти менталног основнији. Платонски идеализам афирмише да су апстракције стварније од стварности коју опажамо, док субјективни идеалисти и феноменалисти имају тенденцију да привилегирају чулно искуство над апстрактним закључивањем. Епистемолошки идеализам је став да се стварност може спознати само путем идеја, да се умом може схватити само психолошко искуство.
Субјективни идеалисти попут Џорџа Берклија су антиреалисти у смислу света независног од ума, док су трансцендентални идеалисти попут Имануела Канта јако скептични од таквог света, афирмишући епистемолошки, а не метафизички идеализам. Тако Кант дефинише идеализам као „тврдњу да никада не можемо бити сигурни да ли све наше наводно спољашње искуство није само замишљање“. Он је тврдио је да, према идеализму, „стварност спољних објеката не признаје строге доказе. Напротив, међутим, стварност објекта нашег унутрашњег осећаја (мене и стања) је јасна одмах кроз свест”. Међутим, нису сви идеалисти ограничили стварно или спознатљиво на наше непосредно субјективно искуство. Објективни идеалисти износе тврдње о трансемпиријском свету, али једноставно негирају да је овај свет у суштини разведен од или онтолошки пре менталног. Тако Платон и Готфрид Лајбниц потврђују објективну и спознатљиву стварност која надилази нашу субјективну свест - одбацивање епистемолошког идеализма - али предлажу да је та стварност утемељена на идеалним ентитетима, облику метафизичког идеализма. Сви метафизички идеалисти се не слажу око природе идеала; за Платона, фундаментални ентитети били су нементалне апстрактне форме, док су за Лајбница то биле протоменталне и конкретне монаде.
По правилу, трансцендентални идеалисти попут Канта афирмишу епистемичку страну идеализма не обавезујући се у погледу питања да ли је стварност ултиматно ментална; објективни идеалисти попут Платона афирмишу метафизичку основу стварности у менталном или апстрактном смислу, не ограничавајући своју епистемологију на обично искуство; а субјективни идеалисти попут Берклија афирмишу метафизички и епистемолошки идеализам.